# راندي دي بونيت
راندي دي بونيت (بالفرنسية: Randy de Puniet)‏ مواليد 14 فبراير 1981، هو متسابق دراجات نارية فرنسي. نافس في سباقات بطولة العالم لفئة 250 سي سي ولفئة 125 سي سي ولفئة 50 سي سي. كما شارك في بطولة العالم للسوبربايك وبطولة العالم للموتو جي بي.

## وصلات خارجية
- راندي دي بونيت على موقع MotoGP.com (الإنجليزية)
- راندي دي بونيت على موقع WorldSBK.com (الإنجليزية)
- الموقع الإلكتروني